# Эрман, Адольф (скрипач)
Адо́льф Эрма́н (фр. Adolphe Herman, настоящее имя Констан Эрман, фр. Constant Hermant; 16 августа 1823, Дуэ — 25 марта 1903, Париж) — французский скрипач и композитор.

## Биография
Окончил Парижскую консерваторию (1841), ученик Франсуа Абенека. Изучал также композицию под руководством Эме Леборна. Автор фантазий на темы популярных опер для скрипки и фортепиано и другой лёгкой музыки для своего инструмента. Наибольшей популярностью пользовались составленные Эрманом (частично — вместе с пианистом Эженом Кеттерером) сборники технически несложных обработок популярных мелодий: «Первые шаги юного скрипача» (фр. Les premiers pas du jeune violoniste), «Жемчужины юного скрипача» (фр. Les Perles du Jeune Violoniste), «Успехи юного скрипача» (фр. Les Succès du Jeune Violoniste) и т. д.
На рубеже XIX—XX веков широкое хождение имела святочная история о том, как трое мальчишек встретили нищего старика-скрипача, который больше не мог играть, и устроили в его пользу уличный концерт, — а когда выросли, то стали композитором Шарлем Гуно, оперным певцом Гюставом Роже и скрипачом Адольфом Эрманом.